# Курнаковка
Курнако́вка — хутор в Белокалитвинском районе Ростовской области.
Входит в состав Ильинского сельского поселения.

## География

### Улицы
- пер. Лесной,
- пер. Песчаный,
- ул. Подгорная,
- ул. Школьная.

## Население
| 1989 | 2002 | 2010 |
| ---- | ---- | ---- |
| 123  | ↗186 | ↘133 |

## Достопримечательности
- Церковь Георгия Победоносца.